# Fergusonina newmani
Fergusonina newmani är en tvåvingeart som beskrevs av Tonnoir 1937. Fergusonina newmani ingår i släktet Fergusonina och familjen Fergusoninidae. Inga underarter finns listade i Catalogue of Life.